# 楊ヒョウ
楊 𢷋（よう ひょう、生没年不詳）は、北魏から北周にかけての軍人。字は顕進。本貫は正平郡高涼県。

## 経歴
楊猛と夏陽県君のあいだの子として生まれた。若くして豪侠の気質と志を持っていた。528年（武泰元年）、爾朱栄が河陰で北魏の朝士たちの多くを殺害する（河陰の変）と、城陽王元徽が楊𢷋の庇護を求めてやってきたため、楊𢷋は元徽をかくまって難を逃れさせた。孝荘帝が即位すると、元徽は表に出て司州牧に任じられ、楊𢷋の義行も知られるようになった。楊𢷋は抜擢を受けて伏波将軍・給事中に任じられた。529年（永安2年）、元顥が洛陽に入ると、孝荘帝は晋陽の爾朱栄のもとに行こうと、楊𢷋に命じて馬渚に船を集めさせようとした。楊𢷋が到着しないうちに、孝荘帝はすでに北に渡河してしまったため、楊𢷋は集めた船を隠して、敵に利用されないようにした。爾朱栄が孝荘帝を奉じて元顥を討つべく兵を発し、馬渚に到着すると、楊𢷋は隠しておいた船を提供した。元顥が敗死すると、楊𢷋は肥如の500戸に封じられ、鎮遠将軍・歩兵校尉の任を加えられ、行済北郡事をつとめた。さらに都督・平東将軍・太中大夫に進んだ。
534年（永熙3年）、孝武帝に従って関中に入り、爵位を侯に進め、撫軍・銀青光禄大夫の位を加えられた。東魏が鄴に遷都したため、宇文泰は敵情を知るため、ひそかに楊𢷋を鄴に派遣させた。楊𢷋を鄴を偵察して長安に帰還すると、通直散騎常侍・車騎将軍に進んだ。ときに稽胡が西魏に対して反抗的であったため、楊𢷋が黄門侍郎を兼ね、稽胡に対する宣撫工作を進め、多くの首長たちを帰順させて、長安に入朝させた。
537年（大統3年）、弘農を東魏の高干・李徽伯らが守っていたが、楊𢷋は宇文泰に従ってこれを攻め落とした。以前に楊𢷋の父の楊猛が邵郡の白水県令をつとめていたことから、楊𢷋には当地の豪族に旧知が多く、ひそかに邵郡を訪れて、土豪の王覆憐らを説得した。西魏に内応する者3000人を得て、邵郡を落とすことができた。東魏の邵郡太守の程保および県令4人を捕らえて斬った。邵郡の人々は楊𢷋を行郡事に推挙したが、楊𢷋は王覆憐を推して上表し、王覆憐が西魏の邵郡太守となった。楊𢷋は大行台左丞に任じられ、さらに経略の手を各地に伸ばした。東魏の城堡に人を派遣して、わずかの間に正平・河北・南汾・二絳・建州・太寧などの城に内応の手筈をつけ、西魏軍が次々と攻め落とした。楊𢷋は大行台左丞のまま、行正平郡事をつとめた。沙苑の戦いで東魏の高歓が敗れると、東魏の将の韓軌・潘楽・可朱渾元らが殿軍をつとめたが、楊𢷋は兵を分けて追撃し、多くの東魏兵を殺傷した。東魏の東雍州刺史の司馬恭が城を棄てて逃亡したため、楊𢷋は東雍州に駐屯した。
宇文泰は楊𢷋に経略の才を認めて、国境地帯を任せるべく、行建州事に推挙する上表を行い、認められた。楊𢷋が建州に到着すると、東魏の刺史の車折于洛が出兵して迎え撃ってきたため、楊𢷋はこれを撃破した。また東魏の行台の斛律倶の率いる2万の兵を建州の西で破って、多くの武器や軍資を鹵獲した。東魏の太保の侯景が正平を攻め落とすと、東魏の行台の薛循義が派遣されて斛律倶と合流し、東魏の軍勢が優勢となった。楊𢷋は孤立したため、建州を放棄して撤退しようと計画したが、味方に裏切りが出るのを恐れて、宇文泰が援軍を出したとの偽情報を流して部下たちを騙した。そこで部隊を分遣して、夜間のうちに邵郡への撤退を完了させた。西魏の朝廷により正式に建州刺史に任じられた。
東魏は正平に東雍州を置いて、薛栄祖をここに駐屯させていた。楊𢷋はここを奪取しようと、陽動の兵を先遣させて、汾橋を攻撃させた。薛栄祖はこれに釣り出されて、正平の城から兵を出し、汾橋を守ろうとした。その夜、楊𢷋は2000の兵を率いて、正平を攻め落とした。功績により驃騎将軍の号を受けた。ときに邵郡はまた東魏につき、西魏の邵郡太守の郭武安は単身で脱出していた。楊𢷋は兵を率いて邵郡を攻撃して取り戻した。正平郡太守に転じた。さらに東魏の南絳郡を落として、郡太守の屈僧珍を捕らえた。前後の戦功により、郃陽県伯の別封を受けた。
543年（大統9年）、邙山の戦いにおいて、楊𢷋は柏谷塢を攻め落として駐屯した。西魏軍の本隊が東魏に敗れると、楊𢷋も柏谷を放棄して撤退した。東魏の将の侯景が騎兵を率いて追撃してきたが、楊𢷋は儀同の韋法保とともに防戦し、侯景を退けた。再び建州刺史に任じられて、車箱に駐屯した。楊𢷋は軍役に従うこと長く、亡父の葬儀を行っていなかったので、上表して郷里に帰り、葬儀を行った。父のために儀同三司・晋州刺史の贈官を受けた。
546年（大統12年）、高歓が玉壁を包囲（玉壁の戦い）し、また別に侯景が斉子嶺に進出してきた。楊𢷋は邵郡への侵入を懸念して、騎兵を率いて侯景を防ごうとした。侯景は楊𢷋がやってきたと聞くと、木を切って60里あまりも道をふさぎ、なおも不安に駆られて、河陽に撤退してしまった。楊𢷋は大都督に進み、晋建二州諸軍事の任を加えられた。蓼塢を攻め落として、東魏の将の李顕を捕らえ、儀同三司の位に進んだ。まもなく開府に転じ、建州邵郡河内汲郡黎陽等諸軍事に任じられ、邵郡太守を兼ねた。550年（大統16年）、西魏軍が北斉を攻撃すると、楊𢷋は大行台尚書に任じられ、先頭に立って進攻し、北斉の4戍を攻め落とした。戦功により華陽県侯に改封された。558年（明帝2年）、邵郡に邵州が置かれると、楊𢷋は邵州刺史となった。
564年（保定4年）、少師に転じた。この年、北周の軍が洛陽を包囲すると、楊𢷋は1万人あまりを率いて軹関に進出した。洛陽が落ちないうちに、北斉の領土に深入りしたことから、楊𢷋は斉軍に敗れ、北斉に降伏した。北周の世論には非難されたが、朝廷は功績に鑑みてその敗戦を罪とはせず、かれの子に爵位を嗣がせた。

## 伝記資料
- 『周書』巻34 列伝第26
- 『北史』巻69 列伝第57